# بيل وارنر (مدير فني)
بيل وارنر (بالإنجليزية: Bill Warner)‏ هو مدير فني أمريكي، ولد في 24 يناير 1881 في سبرينغفيل في الولايات المتحدة، وتوفي في 12 فبراير 1944.